# اتحاد النمسا لكرة القدم
تأسس الاتحاد النمساوي لكرة القدم في عام 1904م وانضم إلى الاتحاد الدولي لكرة القدم في 1905م وانضم إلى الاتحاد الأوروبي لكرة القدم في 1954م.